# Sippenbuch
El Sippenbuch era un libro genealógico familiar que llevaban todos los miembros de las SS (Schutzstaffel). Esta medida fue impuesta por el líder de las SS, Heinrich Himmler, para garantizar la pureza racial de las SS, a quienes describió como un "estrato racial superior de un pueblo germánico". Según las regulaciones del Sippenbuch, cada miembro de las SS tenía que poder rastrear su linaje hasta 1750 para demostrar que eran de ascendencia "aria". Los posibles cónyuges debían proporcionar la misma evidencia sobre su ascendencia.